# Alberto Leguelé
Alberto Raimundo Marques, mais conhecido por Alberto Leguelé (Santo Amaro, 28 de fevereiro de 1953 – Salvador, 1 de fevereiro de 2025) foi um futebolista brasileiro que defendeu, Bahia, Vitória, Flamengo dentre outros e técnico de futebol.

## Carreira

### O início
Leguelé começou a jogar futebol em times dos bairros de Santo Amaro da Purificação, sua terra natal, como o Ypiranguinha e pelo Milan.
Quando despontou para o futebol, tinha o apelido de Pinguim, porém como seu irmão era um compositor muito conhecido na Bahia e tinha o apelido de Leguelé, o radialista França Teixeira passou a chamá-lo de Alberto Leguelé.
A primeira tentativa de jogar no Bahia, aos 13 anos, não deu certo, pois o técnico Tapioca o achou franzino e o mandou embora. Iniciou em 1972, no juvenil do Bahia, onde foi bicampeão estadual em 1972 e 1973, e com apenas quatro meses foi promovido ao time principal pelo técnico Jorge Vieira. Estreou no Bahia x Atlético-MG, na vaga de Delorme, machucado.
Em 1973, revelou-se no Bahia de Evaristo de Macedo e, três anos volvidos, representava a seleção pré-olímpica brasileira. Participou dos Jogos Pan-Americanos de 1975 e Olímpicos de 1976. Se profissionalizou em 1977.
No dia 14 de abril de 1977, no Estádio Waldomiro Borges, num jogo contra o Jequié, Leguelé foi dar um lençol em um zagueiro e prendeu o pé num dos muitos buracos do campo. Sofreu uma forte torção no joelho, foi operado e ficou oito meses no estaleiro. Passou o resto do ano fazendo fisioterapia e fortalecimento muscular.

### Vida na Gávea
Grandes atuações levaram o Flamengo a contratá-lo por empréstimo e jogou ao lado de grandes nomes do futebol brasileiro, como Zico, Júnior e Paulo César Carpeggiani.
Porém na Gávea não repetiu as grandes atuações do Bahia e logo retornou ao futebol do Norte e Nordeste.
No CSA, foi vice-campeão da Taça de Prata em 1980.
Ainda em 1980, chegou ao EC Vitória, no segundo turno do Campeonato Baiano.
Atuando por times como: Nacional de Manaus, Galícia EC, Alecrim, ASA, Ypiranga-BA e Leônico.
No final de carreira, teve uma passagem de quatro meses pelo Blooming, da Bolívia.

### Após a carreira
Após encerrar a carreira passou a ser treinador de futebol em projetos para crianças e adolescentes, sendo mais tarde contratado para ser treinador nas categorias de base do Bahia e depois foi responsável pelas categorias de base do Itabuna Esporte Clube, sendo mais tarde efetivado como treinador do Itabuna no Campeonato Baiano de Futebol de 2009, tendo uma campanha regular.
Leguelé era casado com Dona Graça, com quem tem dois filhos, Alberto Ricardo e Thaís.

## Morte
Leguelé morreu no dia 1 de fevereiro de 2025, aos 71 anos, por complicações do diabetes e hepatite.